# Steve Wolfhard
Steve Wolfhard é um artista canadense, que é mais conhecido por ser um escritor e artista de storyboard na série de televisão animada Adventure Time.